# Allelspezifisches Oligonukleotid

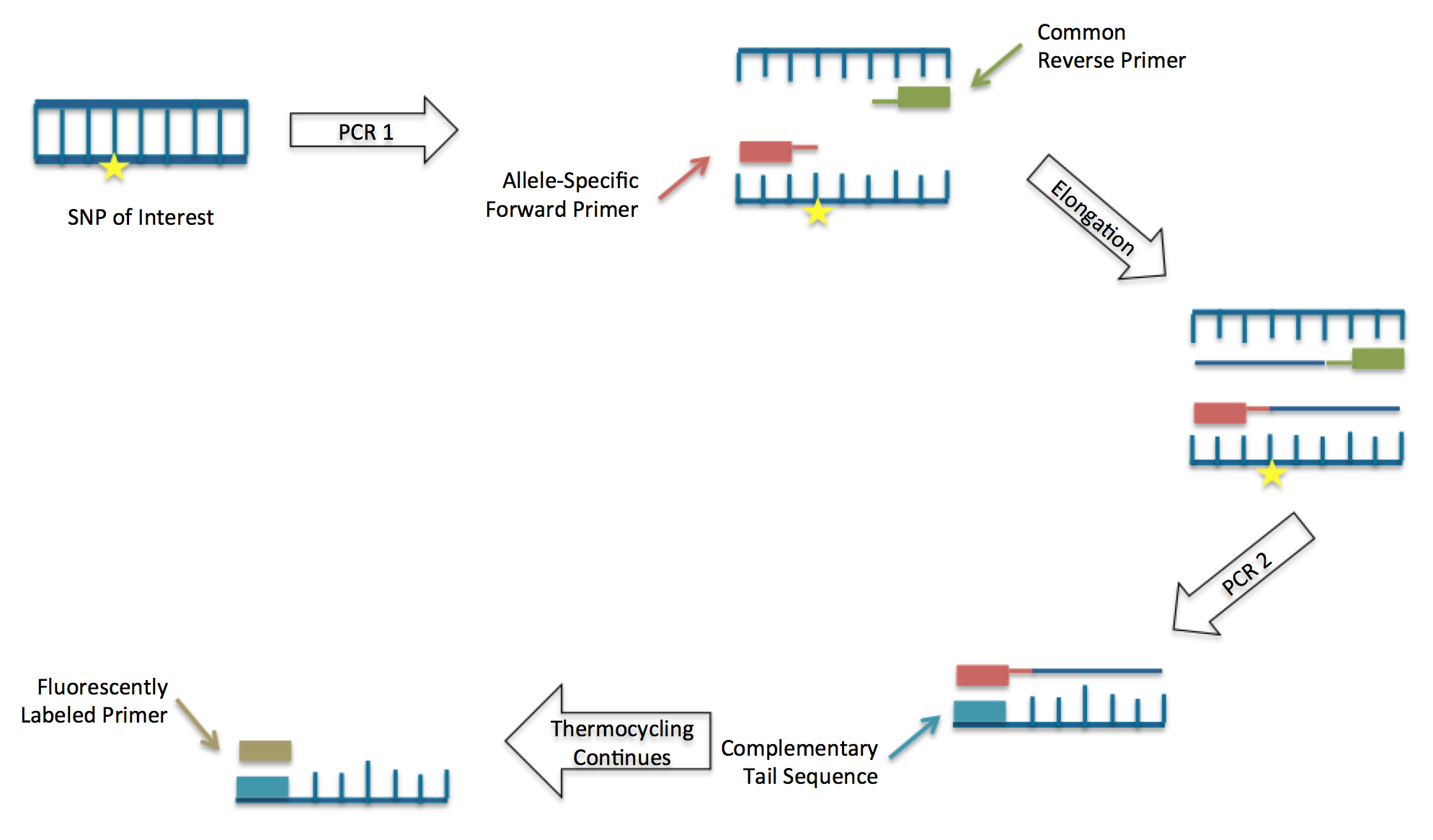
Allelspezifisches Oligonukleotid in einer kompetiven allelspezifischen Polymerasekettenreaktion

Ein allelspezifisches Oligonukleotid (ASO) ist eine kurze, meist synthetische DNA, die in der Biochemie und Molekularbiologie zur Unterscheidung von Einzelnukleotid-Polymorphismen verwendet wird.

## Eigenschaften
Die DNA unterschiedlicher Individuen enthalten verschiedene Mutationen, darunter solche vom Typ der Einzelnukleotidpolymorphismen. Diese mutierten Varianten unterscheiden sich nur in einem Nukleotid und kommen teilweise nur auf einem Allel vor, was einen spezifischen Nachweis einer bestimmten Variante erschwert. Allelspezifische Oligonukleotide binden spezifisch nur an eine der Varianten und können somit zum Nachweis einzelner Einzelnukleotidpolymorphismen verwendet werden. ASO sind meistens zwischen 15 und 21 Nukleotiden lang, komplementär zu ihren jeweiligen Ziel-DNA-Sequenzen und markiert.

## Anwendungen
ASO werden unter anderem als Hybridisierungssonde beim Southern Blot, beim Dot Blot und als allelspezifische Primer bei der Polymerasekettenreaktion verwendet. Alternativ können Einzelnukleotidpolymorphismen per DNA-Sequenzierung nachgewiesen werden.

## Geschichte
Allelspezifische Oligonukleotide wurden 1979 von R. Bruce Wallace entwickelt. Die Verwendung in einer Polymerasekettenreaktion erfolgte erstmals 1985.